# 出川 (秋田県)
出川（いでかわ）は、秋田県美郷町および大仙市を流れる雄物川水系横手川支流の一級河川である。流路延長は六郷東根から横手川合流地点まで約14キロメートルである。

## 地理
秋田県仙北郡美郷町六郷東根地区の、六郷扇状地南扇側の蛇沢、田ノ尻、四天地付近の湧水が水源である。これより南西を流れ、美郷町金沢地区の碇、野際、寺田をほぼ西に向かって流れ、金沢前郷付近で中ノ目川を合わせ、これより再び南西に流れて飯詰地内に入ったのち飯詰山の北方から流路を北西に転じ、飯詰字中島で厨川を合わせて、さらに金沢西根の百目木を流れて、旧金沢西根・旧藤木の村境（現在は大仙市・美郷町の境）の万願寺、一本木などを経て新藤木で横手川に注いでいる。流路の大半は旧仙南村域である。
河川名「イデ」は湧水の意味であり、流域には飯詰、今泉など湧泉にちなむ地名もみられる。扇状地末端一帯の灌漑用水源として重要な河川であり、古来美田の広がる穀倉地帯である。ただし、蛇行の著しさと昭和30年代完成の田沢疏水からの落水が加わって豪雨時にはしばしば洪水に悩まされてきたため、1965年（昭和40年）には河川改修工事がおこなわれている。

## 主な支流
- 中ノ目川
- 厨川